# Ленгли (самолетоносач, 1943)
Ленгли (на английски: USS Langley (CVL-27), на френски: La Fayette (R96)) е лек самолетоносач на ВМС на САЩ от времето на Втората световна война тип „Индипендънс“. През 1951 г. е предаден във ВМС на Франция. Заложен е като лек крайцер от типа „Кливланд“ през 1942 г., достроен като самолетоносач в периода 1942 – 1943 г.

## Служба във ВМС на САЩ
Под името „Ленгли“ той участва в нападенията над островите в Тихия океан, Формоза (Тайван), Рюкю, Индокитай, Хонконг, Япония, в подсигуряване на стоварването на десантите. На 25 октомври 1944 г. негови самолети участват в потопяването на самолетоносача „Дзуйхо“.

## Следвоенни години
През 1947 г., както и болшинството самолетоносачи на САЩ, е изваден в резерва, тъй като размерите на кораба вече са недостаточни за операции с новите реактивни самолети. През 1951 г. е предаден в аренда на ВМС на Франция под името „Лафайет“ (на френски: La Fayette) и номер на вимпела R 96. През 1964 г. е върнат на САЩ, като в същата година е продаден за скрап.

## Коментари
1. ↑  Буквите показват принадлежността към определен класː ВВ – линкор, СС, CL, СА – съответно линеен, лек или тежък крайцер, CV – самолетоносач, DD – разрушител, SS – подводница и т.н.